# جوزيف إس. فريلينغايسن جونيور
جوزيف إس. فريلينغايسن جونيور (بالإنجليزية: Joseph Sherman Frelinghuysen, Jr.)‏ هو مؤلف وكاتب أمريكي، ولد في 11 أغسطس 1912 في إيست هامبتون في الولايات المتحدة، وتوفي في 8 يناير 2005 في موريستاون في الولايات المتحدة.